# Kukowo (województwo warmińsko-mazurskie)
Kukowo (niem. Reinkental) – wieś w Polsce położona w województwie warmińsko-mazurskim, w powiecie oleckim, w gminie Olecko. W latach 1975–1998 miejscowość administracyjnie należała do województwa suwalskiego.

## Historia
Wieś lokowana w 1563 r., ale istniała prawdopodobnie już wcześniej. Starosta książęcy, Wawrzyniec von Halle (starosta książęcy ze Stradun), nadał w roku 1563 Wojtkowi oraz Stasiowi z Kukowa sześć włók sołeckich w celu założenia przez nich wsi czynszowej na 60 włókach na prawie chełmińskim. Sołtysom przyznał nadto prawo połowu ryb w Jeziorze Oleckim Małym na potrzebę stołu, mieszkańcom zaś cztery włóki nadwyżki. W roku 1600 w Kukowie mieszkali wyłącznie Polacy. W XVIII wieku wieś tę dzierżawili Łosiowie, polska szlachta. 
Szkołę założono tutaj między 1737 a 1740 rokiem. W roku 1935 zatrudniała ona dwu nauczycieli, miała zaś uczniów w klasach od pierwszej do czwartej 57, a w klasach od piątej do ósmej - 40. Do 1945 roku wsi znajdował się przystanek kolejki wąskotorowej.
Nazwę wsi urzędowo zniemczono dopiero w 1938 roku na Reinkental. W roku 1939 wieś miała 598 mieszkańców. 
Po drugiej wojnie światowej, kiedy wieś częściowo opustoszała, sprowadzono do Kukowa wielu mieszkańców wsi Szczebra w gminie Nowinka w powiecie augustowskim. 